# Judith Yah Sunday
Judith Yah Sunday, née le 26 mai 1965 à Loum est une cheffe d'entreprise camerounaise. Originaire du Moungo, dans la région du Littoral Cameroun, elle est depuis 14 décembre 2018 la directrice générale de la Cameroon Telecommunication. Elle devient la première femme et la première camerounaise directrice générale d’une entreprise publique de première catégorie au Cameroun.

## Biographie

### Enfance, éducation
Née le 26 mai 1965 à Loum, Judith Yah Sunday commence ses études au Cameroun. Elle poursuit son cursus académique à l’université de Québec au Canada et en 1991 y obtient une licence en sciences économiques,. En 1995, elle obtient un DESS en banque et finance à l’institut des relations internationales du Cameroun (IRIC) et en 2015, un doctorat à l’université de Yaoundé II,.

### Carrière
En 1994, elle commence sa carrière professionnelle à INTELCAM. En 2006, elle devient directrice marketing Nord-Ouest avec pour fonction de directrice régional Nord-Ouest, Littoral, Centre. Entre 2013 à 2017, elle officie comme Secrétaire Général du conseil de gouvernance de la fédération africaine des instituts d’Audit interne (AFIA en Tanzanie); elle y eut la responsabilité de vice-présidente, et celle de présidente par intérim.
Le  14 décembre 2018, elle est nommée directrice générale de Camtel,. Elle est la première femme camerounaise à porter la fonction de directrice générale d’une entreprise publique de première catégorie au Cameroun.
Elle est membre du Rassemblement Démocratique du Peuple Camerounais (RDPC).

## Vie de famille
Judith Yah Sunday est l’épouse de l’ancien premier ministre camerounais Simon Achidi Achu,.

### Liens Externes
- Site officiel, le mot du directeur

### Autres projets
- Judith Yah Sunday sur Commons